# Carlton (Oregon)
Carlton és una població dels Estats Units a l'estat d'Oregon. Segons el cens del 2007 tenia 1.755 habitants.

## Demografia
Segons el cens del 2000, Carlton tenia 1.514 habitants, 540 habitatges, i 412 famílies. La densitat de població era de 671,9 habitants per km².
Dels 540 habitatges en un 42,6% hi vivien nens de menys de 18 anys, en un 60,2% hi vivien parelles casades, en un 10,7% dones solteres, i en un 23,7% no eren unitats familiars. En el 19,4% dels habitatges hi vivien persones soles el 6,3% de les quals corresponia a persones de 65 anys o més que vivien soles. El nombre mitjà de persones vivint en cada habitatge era de 2,8 i el nombre mitjà de persones que vivien en cada família era de 3,23.
Per edats la població es repartia de la següent manera: un 31,3% tenia menys de 18 anys, un 7,8% entre 18 i 24, un 31% entre 25 i 44, un 20,7% de 45 a 60 i un 9,2% 65 anys o més.
L'edat mediana era de 33 anys. Per cada 100 dones de 18 o més anys hi havia 103,5 homes.
La renda mediana per habitatge era de 41.827$ i la renda mediana per família de 45.972$. Els homes tenien una renda mediana de 35.577$ mentre que les dones 23.661$. La renda per capita de la població era de 16.850$. Aproximadament el 4,5% de les famílies i el 6,7% de la població estaven per davall del llindar de pobresa.

## Poblacions més properes
El següent diagrama mostra les poblacions més properes.